# Semaine 33
D'après la norme ISO 8601, une semaine débute un lundi et s'achève un dimanche, et une semaine dépend d'une année lorsqu'elle place une majorité de ses sept jours dans l'année en question, soit au moins quatre. Dès lors, la semaine 33 est la semaine du trente-troisième jeudi de l'année. Elle suit la semaine 32 et précède la semaine 34 de la même année.
La semaine 33 est pratiquement toujours la semaine du 16 août, sauf exceptionnellement, dans le cas d'une année bissextile commençant un jeudi.
Elle commence au plus tôt le 9 août et au plus tard le 16 août.
Elle se termine au plus tôt le 15 août et au plus tard le 22 août.

## Notations normalisées
La semaine 33 dans son ensemble est notée sous la forme W33 pour abréger.
| Jour de la semaine 33 | Notation |
| --------------------- | -------- |
| Lundi                 | W33-1    |
| Mardi                 | W33-2    |
| Mercredi              | W33-3    |
| Jeudi                 | W33-4    |
| Vendredi              | W33-5    |
| Samedi                | W33-6    |
| Dimanche              | W33-7    |

## Cas de figure
| Cas | Le 31 décembre est… | L'année est une année… | Le trente-troisième jeudi de l'année tombe… | La semaine 33 débute… | La semaine 33 s'achève… | Premier cas après 2008 |
| --- | ------------------- | ---------------------- | ------------------------------------------- | --------------------- | ----------------------- | ---------------------- |
| 0   | Un vendredi         | bissextile DC          | Le 12 août                                  | Le lundi 9 août       | Le dimanche 15 août     | 2032                   |
| 1   | Un jeudi            | D ou ED                | Le 13 août                                  | Le lundi 10 août      | Le dimanche 16 août     | 2009                   |
| 2   | Un mercredi         | E ou FE                | Le 14 août                                  | Le lundi 11 août      | Le dimanche 17 août     | 2014                   |
| 3   | Un mardi            | F ou GF                | Le 15 août                                  | Le lundi 12 août      | Le dimanche 18 août     | 2013                   |
| 4   | Un lundi            | G ou AG                | Le 16 août                                  | Le lundi 13 août      | Le dimanche 19 août     | 2018                   |
| 5   | Un dimanche         | A ou BA                | Le 17 août                                  | Le lundi 14 août      | Le dimanche 20 août     | 2017                   |
| 6   | Un samedi           | B ou CB                | Le 18 août                                  | Le lundi 15 août      | Le dimanche 21 août     | 2011                   |
| 7   | Un vendredi         | C                      | Le 19 août                                  | Le lundi 16 août      | Le dimanche 22 août     | 2010                   |

1. 1 2 3  Dans ce cas, l'année compte une semaine 53.